# 筑波大学男子ハンドボール部
筑波大学男子ハンドボール部（つくばだいがく だんしハンドボールぶ）は、関東学生ハンドボール連盟に所属する筑波大学の男子ハンドボール部。

## 歴史
2000年の春季リーグでは1部8位（最下位）に沈み、入れ替え戦に出場。入れ替え戦では国際武道大学に14対25で敗れ、2部降格が決まった。秋季リーグでは2部2位で終え、入れ替え戦では国際武道大学に25対17で勝利し、1部復帰を果たした。
2002年の全日本学生ハンドボール選手権大会（インカレ）では決勝に進んだが、日本体育大学に26対38で敗れ、準優勝に終わった。
2004年の春季リーグでは10季ぶりの優勝を果たし、秋季リーグでは2連覇を達成。インカレでは21年ぶり2回目となる優勝を果たした。
2005年は秋季リーグで2季ぶりの優勝。インカレでは2連覇を達成した。
2008年の春季リーグで5季ぶりの優勝を果たした。
2015年は秋季リーグで15季ぶりの優勝を決めた。
2016年は秋季リーグで2季ぶりの優勝。
2017年の春季リーグで2連覇を果たした。

## 獲得タイトル
- 全日本学生ハンドボール選手権大会：3回 (1983年・2004年・2005年)

## 年度別成績
赤字は最下位。
| 年度   | 学生選手権   | 関東学生連盟 | 関東学生連盟 |
| 年度   | 学生選手権   | 春季リーグ   | 秋季リーグ   |
| ------ | ------------ | ------------ | ------------ |
| 2000年 | 準決勝敗退   | 8位          | 2位 (2部)    |
| 2001年 | 1回戦敗退    | 7位          | 5位          |
| 2002年 | 準優勝       | 4位          | 5位          |
| 2003年 | 準々決勝敗退 | 4位          | 2位          |
| 2004年 | 優勝         | 優勝         | 優勝         |
| 2005年 | 優勝         | 4位          | 優勝         |
| 2006年 | 準々決勝敗退 | 3位          | 2位          |
| 2007年 | ベスト4      | 3位          | 3位          |
| 2008年 | ベスト4      | 優勝         | 3位          |
| 2009年 | 準優勝       | 2位          | 2位          |
| 2010年 | 2回戦敗退    | 6位          | 3位          |
| 2011年 | 1回戦敗退    | 6位          | 6位          |
| 2012年 | 2回戦敗退    | 7位          | 5位          |
| 2013年 | 準々決勝敗退 | 3位          | 3位          |
| 2014年 | 1回戦敗退    | 2位          | 3位          |
| 2015年 | ベスト4      | 4位          | 優勝         |
| 2016年 | 準々決勝敗退 | 5位          | 優勝         |
| 2017年 | 準優勝       | 優勝         | 4位          |
| 2018年 | 準々決勝敗退 | 2位          | 優勝         |
| 2019年 |              | 優勝         |              |

## 主な出身選手
- 西山清 (1982年卒) - 元・日新
- 田中茂 (1990年卒) - 豊田合成監督
- 大森聡 (1991年卒) - プレステージ・インターナショナル アランマーレ監督
- 岩永生 (2005年卒) - 大崎電気監督
- 藤山岳士 (2005年卒) - 元・トヨタ紡織九州
- 海道衛秀 (2007年卒) - 元・トヨタ紡織九州
- 銘苅淳 (2008年卒) - 北陸電力
- 田中雄大 (2009年卒) - 大同特殊鋼
- 木切倉真一 (2010年卒) - トヨタ車体
- 樋口睦 (2010年卒) - 豊田合成
- 久保侑生 (2011年卒) - 大同特殊鋼
- 出村直嗣 (2011年卒) - 豊田合成
- 菅野純平 (2014年卒) - トヨタ車体
- 加藤芳規 (2015年卒) - トヨタ車体
- 楳木武士 (2017年卒) - トヨタ自動車東日本
- 岡松正剛 (2017年卒) - トヨタ紡織九州
- 田中圭 (2017年卒) - 湧永製薬
- 坂井幹 (2018年卒) - 豊田合成
- 徳田新之介 (2018年卒) - 豊田合成
- 堀広輝 (2018年卒) - 豊田合成